# Александру Максим
Александру Максим (на румънски: Alexandru Maxim), роден на 8 юли 1990 г. в Пятра Нямц, Румъния, е румънски професионален футболист, настоящ играч на „Щутгарт“ (Германия) и националния отбор на Румъния.

## Кариера

### Клубна кариера
Запчова да тренира футбол в родния си град, а по-късно преминава в Ардялул Клуж. През 2007 г. е привлечен в школата на Еспаньол в Испания. За Еспаньол обаче записва мачове само за втория отбор, и през сезон 2009 – 10 е даден под наем в Бадалона. Един сезон по-късно се завръща в Румъния, подписвайки с Пандури Търгу Жиу. В Пандури играе до януари 2013 г., когато преминава в немския Щутгарт за €1.5 милиона евро.

## Национален отбор
Прави дебюта си за националния отбор на 30 май 2012 г. в приятелски мач срещу Швейцария. Става втория играч в историята, роден след революцията, който отбелязва гол. Член е на отбора и на Евро 2016.